# Sello provisional

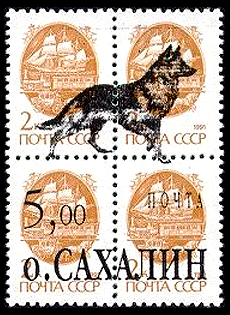
Sajalín sobreimpreso por falsificación del sello provisional

Linn's World Stamp Almanac define un sello postal provisional como "la estampilla emitida para uso  temporal para cumplir con la demanda postal hasta que pueda obtenerse una remesa nueva o corriente de sellos postales".
La condición de  provisional puede deberse a cambio de nombre o gobierno, por ocupación de un territorio extranjero, por cambio de las tasas postales, por cambio de moneda, o por necesidad de provisión de estampillas que están demandadas.
Los sellos provisionales se obtienen por sobreimpresión, sobretasa y ocasionalmente por bisección de los sellos preexistentes.